# Ketupa flavipes
Ketupa flavipes е вид птица от семейство Совови (Strigidae).

## Разпространение
Видът е разпространен в Бангладеш, Бутан, Виетнам, Индия, Китай, Лаос, Мианмар и Непал.